# Datació radiomètrica
La datació radiomètrica és un procediment tècnic emprat per a determinar l'edat absoluta de roques, minerals i restes orgàniques. En els tres casos s'analitzen les proporcions d'un isòtop pare i un isòtop fill dels quals es coneix la seva semivida.
La datació per carboni basada en la desintegració de l'isòtop de carboni 14 és comunament utilitzada per a datació de restes orgàniques relativament recents. L'isòtop utilitzat depèn de l'antiguitat de les roques o restes que es vulguin datar. Per exemple, per restes orgàniques de fins a 60.000 anys s'usa el carboni 14, però per roques de milions d'anys es fan servir altres isòtops de semivida més llarga.
Altres mètodes de datació radiomètrica són:
- Argó-argó (Ar-Ar)
- Iode-xenó (I-Xe)
- Lantà-bari (La-Ba)
- Plom-plom (Pb-Pb)
- Luteci-hafni (Dll-Hf)
- Neó-neó (Ne-Ne)
- Potassi-argó (K-Ar)[5]
- Reni-osmi (Re-Os)
- Urani-plom-heli (U-Pb-He)
- Urani-urani (U-U)